# Этгар (дивизия)
Та́нковая диви́зия «Этгар» (ивр. עוצבת אתגר‎) (78-я танковая дивизия, 90-я танковая дивизия) — расформированная резервная танковая дивизия в составе Северного военного округа Армии обороны Израиля.

## История
Дивизия была создана после войны Судного дня под командованием Дани Мата. В первую Ливанскую войну дивизия воевала в восточном секторе под командованием Гиоры Лева, и участвовала в битве при Султане-Якове.
В её состав входили три бронетанковые бригады: 399-я бригада под командованием Мики Шахара, 14-я бригада под командованием Давида Шоваля, 943-я бригада под командованием Нахмана Ривкина и силы из 623-й десантной бригады под командованием Неемии Тамари.